# Егоров, Игорь Владимирович
Игорь Владимирович Егоров (родился 9 июня 1988 в Москве) — российский спортсмен, мастер спорта по рукопашному бою.

## Биография
В 11 лет Игорь записался в секцию по рукопашному бою. Первым тренером был Сергей Михайлович Евдокимов.
В 15 лет Егоров стал чемпионом России, в 20 — выиграл ещё раз. Выступает в категории до 70 килограммов.

## Достижения
- Мастер спорта по рукопашному бою
- Мастер спорта по боевому самбо
- Двукратный чемпион мира по рукопашному бою
- Чемпион МВД России по рукопашному бою
- Обладатель Крапового Берета

## Таблица боёв
| Рекорд | Дата             | Соперник             | Раунд | Время | Результат |
| ------ | ---------------- | -------------------- | ----- | ----- | --------- |
| 12-5-0 | 29 апреля 2016   | Эдуард Муравицкий    | 1     | 0:46  | Победа    |
| 11-5-0 | 6 апреля 2016    | Улуу Айбек Полотбек  | 2     | 5:00  | Победа    |
| 10-5-0 | 21 ноября 2015   | Клаудир Фрейтас      | 3     | 5:00  | Победа    |
| 9-5-0  | 15 марта 2015    | Натан "Руссо" Шульте | 1     | 3:58  | Поражение |
| 9-4-0  | 19 января 2015   | Сергей Синяев        | 1     | 3:56  | Победа    |
| 8-4-0  | 22 ноября 2014   | Георги Стоянов       | 2     | 4:02  | Победа    |
| 7-4-0  | 25 мая 2014      | Лукаш Саевски        | 1     | 4:28  | Поражение |
| 7-3-0  | 6 апреля 2014    | Давид Хачатрян       | 2     | 4:06  | Поражение |
| 7-2-0  | 30 ноября 2013   | Арнольд Куэро        | 1     | 3:59  | Победа    |
| 6-2-0  | 24 июля 2013     | Димитри Зеброски     | 3     | 0:40  | Поражение |
| 6-1-0  | 14 апреля 2013   | Забит Магомедшарипов | 3     | 1:27  | Победа    |
| 5-1-0  | 3 февраля 2013   | Ивица Трушчек        | 1     | 1:18  | Победа    |
| 4-1-0  | 2 декабря 2012   | Гаэтано Пиррелло     | 1     | 2:04  | Победа    |
| 3-1-0  | 13 октября 2012  | Максим Солдатенко    | 1     | 1:56  | Победа    |
| 2-1-0  | 15 сентября 2012 | Сергей Синкевич      | 1     | 1:34  | Победа    |
| 1-1-0  | 16 мая 2012      | Ифтихор Арбобов      | 1     | 1:27  | Поражение |
| 1-0-0  | 23 декабря 2011  | Иван Гладкий         | 1     | 4:38  | Победа    |